# Кільця Урана

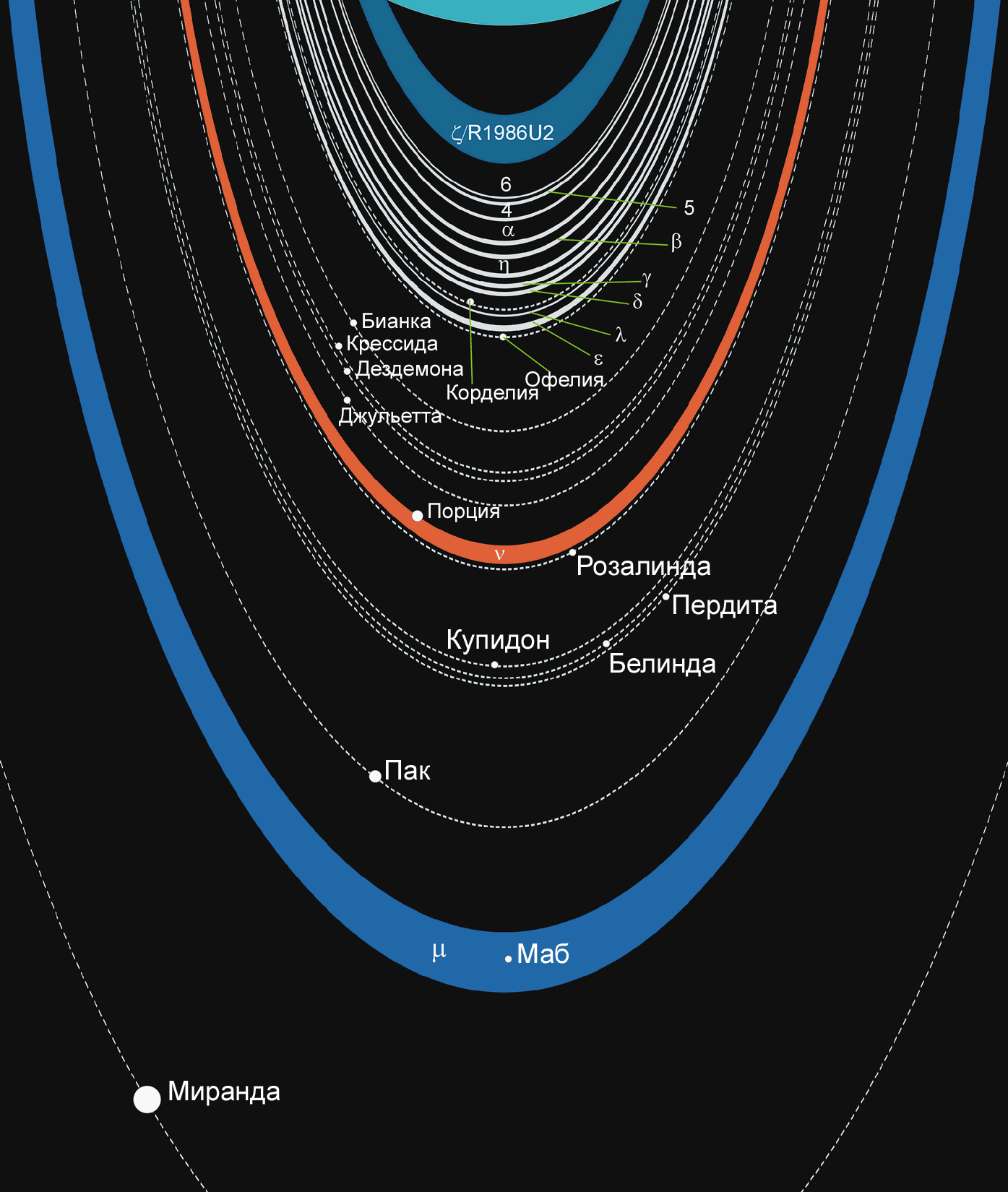
Схема супутників і кілець Урана

Кільця Урана — система планетних кілець, що оточують Уран. Серед інших систем кілець вона займає проміжне становище за складністю будови між розвиненішою системою кілець Сатурна й простими системами кілець Юпітера та Нептуна.
Перші дев'ять кілець було відкрито 10 березня 1977 року Джеймсом Елліотом, Едвардом Данхемом і Дугласом Минка. За 200 років до цього Вільям Гершель повідомляв про спостереження кілець у Урана, проте сучасні астрономи сумніваються в можливості такого відкриття, тому що кільця дуже слабкі й темні і не могли бути виявлені за допомогою астрономічного обладнання того часу. Ще два кільця було виявлено «Вояджером-2» 1986 року, ще два зовнішні кільця було виявлено телескопом «Габбл» у 2003—2005 роках.
Станом на 2008 рік відомо 13 окремих кілець. За збільшенням відстані від планети вони розташовані так: 1986U2R / ζ, 6, 5, 4, α, β, η, γ, δ, λ, ε, ν і μ. Мінімальний радіус має кільце 1986U2R / ζ (38 000 км), максимальний — кільце μ (приблизно 98 000 км). Між основними кільцями можуть бути слабкі пилові кільцеві скупчення й незамкнені дуги. Кільця надзвичайно темні, альбедо Бонда для їх часток не перевищує 2 %. Ймовірно, вони складаються з водяного льоду із включеннями органіки.
Більшість кілець Урана непрозорі, їх ширина не більше кількох кілометрів. Загалом кільцева система містить небагато пилу: вона складається здебільшого з великих об'єктів діаметром від 20 сантиметрів до 20 метрів. Однак деякі кільця оптично тонкі: широке тьмяне 1986U2R / ζ, μ та ν складаються з дрібних частинок пилу, тоді як вузьке тьмяне λ містить великі тіла. Відносно невелика кількість пилу в кільцевій системі пояснюється аеродинамічним опором протяжної екзосфери — корони Урана.
Вважається, що кільця Урана відносно молоді, їхній вік не перевищує 600 мільйонів років. Кільцева система Урана, ймовірно, походить від зіткнень супутників, які раніше оберталися навколо планети. У результаті зіткнень супутники, ймовірно, поступово розбивалися на дрібніші частинки, які тепер існують як кільця в чітко визначених зонах максимальної гравітаційної стабільності.
Досі не зрозумілий механізм, що утримує вузькі кільця в їхніх межах. Спочатку вважалося, що в кожного вузького кільця є пара «супутників-пастухів», які й підтримують його форму, але 1986 року «Вояджер-2» знайшов лише одну пару таких супутників (Корделію й Офелію) навколо найяскравішого кільця ε.

## Історія
У роботах першовідкривача Урана, Вільяма Гершеля, перша згадка про кільце зустрічається в його запису від 22 лютого 1789 року. У своїх примітках до спостережень він зазначив, що припускає наявність у кілець Урана. Гершель припустив, що вони червоного кольору (що було підтверджено у 2006 році спостереженнями Обсерваторії імені В. М. Кека для передостаннього кільця).
Записи Гершеля потрапили до журналу Королівського товариства в 1797 році. Однак протягом майже двох сторіч (із 1797 до 1979 року) кільця в науковій літературі не згадуються зовсім, що, звичайно, дає право підозрювати помилку вченого. Проте досить точні описи побаченого Гершелем не дають приводу просто так відкидати його спостереження.
Наявність кільцевої системи в Урана було підтверджено лише 10 березня 1977 року американськими вченими Джеймсом Еліотом, Едвардом Данхемом і Дугласом Мінком, що застосували повітряну обсерваторію Койпера (KAO).
Відкриття було зроблено випадково: група дослідників планувала здійснити спостереження атмосфери Урана під час покриття ним зорі SAO 158687. Проте, аналізуючи отриману інформацію, вони виявили зменшення яскравості зорі ще до її покриття Ураном, причому відбулося це кілька разів підряд. Після покриття зменшення яскравості повторилися у зворотному порядку. У результаті досліджень було відкрито 9 кілець Урана.
Коли в околиці Урана прибув космічний апарат «Вояджер-2», за допомогою бортової оптики було відкрито ще два кільця, і загальна кількість відомих кілець зросла до 11. У грудні 2005 року космічний телескоп «Габбл» зареєстрував ще два раніше невідомих кільця. Вони були віддалені від планети на відстань удвічі більше, ніж раніше відкриті кільця, і тому їх часто називають «зовнішньою системою кілець Урана». Останні два кільця доводять загальну кількість відомих кілець Урана до 13. Крім кілець, «Габбл» допоміг відкрити два раніше невідомих невеликих супутника, один із яких (Меб) має ту ж орбіту, що й зовнішнє кільце. У квітні 2006 року зображення нових кілець, отримані обсерваторією Кека на Гавайських островах, дали змогу розрізнити їх колір: одне з них було червоним, а інше (зовнішнє) — синім. Припускають, що синій колір зовнішнього кільця обумовлений деякою домішкою дрібних частинок водяного льоду з поверхні Меба. Внутрішні кільця планети виглядають сірими.
Під час спостережень із Землі можна помітити, що іноді кільця Урана повертаються площиною до спостерігача. У 2007—2008 роках кільця були звернені до спостерігача ребром.

## Основні відомості
Система кілець Урана містить 13 добре помітних кілець. Вони розташовані в такому порядку від планети: 1986U2R / ζ, 6, 5, 4, α, β, η, γ, δ, λ, ε, ν, і μ кільця. Їх можна розділити на 3 групи: 9 вузьких головних кілець (6, 5, 4, α, β, η, γ, δ, ε), два пилових кільця (1986U2R / ζ, λ) і два зовнішніх кільця (μ, ν).
Головним чином, кільця Урана складаються з макрочасток і невеликої кількості пилу. Пилові частинки, як відомо, присутні в 1986U2R / ζ, η, δ, λ, ν і μ кільцях. На додаток до відомих кілець, швидше за все, існують майже нерозрізнені пилові смуги і дуже слабкі й тонкі кільця між ними. Ці слабкі кільця й пилові смуги можуть існувати лише тимчасово або складатися з кількох окремих дуг, які іноді можуть виявлятися під час покриття планетою зорі. Деякі з них ставали помітними під час серії перетинів Землею площині кілець у 2007 році. Багато пилових смуг між кільцями спостерігалися при прямому розсіюванні світла ще «Вояджером-2». Усі кільця Урана показують азимутальні зміни яскравості.
Кільця складаються з надзвичайно темної речовини. Геометричне альбедо частинок складових кільця не перевищує 5—6 %, а альбедо Бонда ще менше — близько 2 %. Частки кілець мають більше альбедо при прямому освітленні позаяк частинки складові собою кільця — відкидають тіні. Кільця здаються трохи червонуватими в ультрафіолетовій і видимій частині спектра і сірими в ближній інфрачервоній[джерело?]. Яких-небудь ідентифікованих спектральних особливостей у кілець не спостерігається.
Хімічний склад частинок кілець невідомий. Проте вони не можуть складатися з чистого водяного льоду, як, наприклад, кільця Сатурна, тому що дуже темні, навіть темніші, ніж внутрішні супутники Урана. Це вказує на те, що вони є сумішшю льоду й темної речовини. Природа цієї речовини невідома, але це може бути органіка, значно затемнена зарядженими частинками з магнітосфери Урана. Можливо, кільця — це залишки від одного із внутрішніх супутників Урана, оскільки речовина кілець і внутрішніх супутників подібна[джерело?].
У цілому система кілець Урана не схожа на слабкі пилові кільця Юпітера або широкі й складні кільця Сатурна, деякі з яких складаються з частинок водяного льоду, що мають дуже високу відбивну здатність. Проте у кілець Урана є й спільне з кільцями Сатурна: кільце F Сатурна і кільце ε Урана є вузькими, темними й обидва «випасаються» парою супутників. Нещодавно відкриті зовнішні кільця Урана подібні до зовнішніх кілець G і E Сатурна. Невеликі кілечка між широкими кільцями Сатурна також нагадують вузькі кільця Урана. Крім того, пилові скупчення між кільцями Урана можуть бути схожі з пиловими кільцями Юпітера. Кільцева система Нептуна, навпаки, схожа на кільцеву систему Урана, але простіша, тьмяніша й містить більше пилу; кільця Нептуна розташовані далі від планети, ніж кільця Урана.

## Вузькі головні кільця

### ε (епсилон)
Кільце ε (епсилон) — найяскравіше та найщільніше з кілець Урана. Воно відбиває приблизно за дві третини всього світла кільцями. У цього кільця найбільший ексцентриситет з усіх, воно також має незначний орбітальний нахил. Ексцентриситет є причиною змін яскравості цього кільця. Якщо створити для нього «кругову карту яскравості», то можна зазначити, що яскравість досягає найвищого значення поблизу перицентра (найвіддаленішої точки орбіти)[джерело?] і зменшується поблизу апоцентра (найближчої до планети точки орбіти).
Контраст між максимальною та мінімальною яскравістю кільця — близько 2,5—3,0. Ця різниця пов'язана зі зміною ширини кільця, що становить 19,7 км в апоцентрі і 96,4 км у перицентрі. У міру того як кільце стає ширшим, зменшується кількість взаємних «затінень» частками ода одної і можна спостерігати більшу їх кількість, що призводить до вищої інтегральної яскравості. Варіації ширини кільця були виміряні безпосередньо зі знімків, отриманих «Вояджером-2», кільце ε було одним із двох кілець, чия ширина помітна на камерах «Вояджера». Це вказує на те, що кільце є оптично глибоким. Справді, покриття цим кільцем зір, що спостерігалися з Землі й «Вояджера-2», показали, що його нормальна «оптична глибина» варіюється від 0,5 до 2,5, і максимальна поблизу апоцентра орбіти кільця. «Еквівалентна глибина» кільця ε — близько 47 км. Вона не змінюється протягом усієї його орбіти.
Геометрична товщина кільця ε достеменно невідома, хоча, за деякими оцінками, становить приблизно 150 метрів. Незважаючи на настільки малу товщину, кільце складається з кількох шарів часток. Кільце ε — досить «переповнене місце» з коефіцієнтом заповнення оціненим різними джерелами від 0,008 до 0,06 поблизу перицентру. Середній розмір частинок у цьому кільці 0,2—20 м, відстань між ними становить у середньому 4,5 їх середніх радіусів. Через свою виняткову тонкість кільце ε зникає при спостереженні з ребра. Таке сталося у 2007 році, під час серії перетинів Землею площині кілець. Низький вміст космічного пилу в кільці можна пояснити аеродинамічним лобовим опором розширеної атмосферної корони Урана.
«Вояджер-2» отримав дивні сигнали від цього кільця під час проведення експерименту «радіопокриття». Сигнал був схожий на сильне підвищення прямого розсіювання на довжині хвилі в 3,6 см поблизу перицентра кільця. Таке сильне розсіювання вимагає наявності когерентної структури. Така структура кільця ε була підтверджена багатьма подальшими спостереженнями покриттів.
Кільце ε, судячи з усього, складається з безлічі вузьких і оптично щільних колечок. У нього є два «супутника-пастухи» — Корделія (внутрішній) і Офелія (зовнішній). Внутрішній край кільця перебуває в орбітальному резонансі 24:25 з Корделією, а зовнішній край — у резонансі 14:13 з Офелією. Щоб ефективно «пасти» кільце (тобто утримувати його в існуючих межах), маса кожного супутника повинна бути щонайменше втричі більшою маси кільця. Маса кільця ε оцінюється близько 1016 кг.

### δ (дельта)
Кільце δ кругле і має невеликий нахил. У кільця відзначено значні нез'ясовні азимутальні зміни нормальної оптичної глибини і ширини. Можливе пояснення полягає в тому, що у кільця є хвилеподібна азимутальна структура, створювана невеликим супутником прямо всередині нього. Зовнішній край кільця перебуває в орбітальному резонансі 23:22 з Корделією.
Кільце δ складається з двох компонентів: вузького, оптично щільного і широкого компонента з низькою оптичною глибиною. Ширина вузького компонента — 4,1—6,1 км, його еквівалентна глибина — 2,2 км, що відповідає нормальній оптичній глибині близько 0,3—0,6. Широкий компонент кільця δ приблизно 10—12 км завширшки, і його еквівалентна глибина близька до 0,3 км, що відповідає нормальній оптичній глибині в 3 × 10−2.
Усі ці дані отримані зі спостережень покриттів, оскільки на знімках «Вояджера-2» ширину кільця не видно. Коли кільце спостерігалося з «Вояджера-2» при прямому розсіянні, воно здавалося дещо яскравим, що є сумісним із наявністю космічного пилу в його широкому компоненті. Геометрично широкий компонент кільця є більш тьмяним, ніж вузький компонент. Це підтверджується спостереженнями під час перетинів площині кілець Землею у 2007 році, коли яскравість кільця δ збільшилася, що збігається з поведінкою геометрично товстого, але оптично тонкого кільця.

### γ (гамма)
Кільце γ вузьке, оптично щільне і має невеликий ексцентриситет. Його орбітальний спосіб майже дорівнює нулю. Ширина кільця змінюється від 3,6 до 4,7 км, хоча еквівалентна глибина незмінна і дорівнює 3,3 км. Нормальна оптична глибина цього кільця — 0,7—0,9. Під час перетину площини кілець у 2007 році з'ясувалося, що кільце γ таке ж геометрично тонке, як і кільце ε і практично позбавлене пилу. Ширина і нормальна оптична глибина цього кільця свідчать про значні азимутальні варіації. Невідомо, що дає цьому кільцю змогу залишатися таким вузьким, але було відзначено, що його внутрішній край перебуває в резонансі 6:5 з Офелією.

### η (ета)
Кільце η має нульовий ексцентриситет і нахил. Подібно до кільця δ, воно складається з двох компонентів: вузького оптично щільного компонента і широкого зовнішнього компонента з низькою оптичною глибиною. Ширина вузького компонента становить 1,9—2,7 км, а еквівалентна глибина близько 0,42 км, що відповідає нормальній оптичній глибині приблизно в 0,16—0,25. Широкий компонент приблизно 40 км завширшки і його еквівалентна глибина близька до 0,85 км, що, своєю чергою, свідчить про нормальну оптичну глибину у 2·10−2.
Ширину кільця видно на фотографіях з «Вояджера-2». У прямо розсіяному світлі кільце η виглядає яскравим, що вказує на наявність у ньому значної кількості пилу, цілком ймовірно, у широкому компоненті. Геометрично широкий компонент набагато товщий, ніж вузький. Це підтверджується спостереженнями під час перетину площини кілець у 2007 році, коли кільце η продемонструвало збільшення яскравості, ставши другим за яскравістю кільцем Урана. Це збігається з поведінкою геометрично товстого, але оптично тонкого кільця. Як і більшість кілець, кільце η демонструє азимутальні істотні зміни в нормальній оптичній глибині і ширині, у деяких місцях кільце настільки вузьке, що навіть «зникає».

### α і β (альфа і бета)
α і β найяскравіші після кільця ε в кільцевій системі Урана. Як і кільце ε, вони демонструють регулярні зміни своєї яскравості й ширини. Найбільших яскравості і ширини вони досягають за 30° поблизу перицентру, а найменших — за 30° від апоцентру. Кільця α та β мають значний орбітальний ексцентриситет і незначне спосіб. Ширина цих кілець становить 4,8—10 км і 6,1—11,4 км відповідно. Еквівалентні оптичні глибини становлять 3,29 і 2,14 км, що говорить про нормальну оптичну глибину в 0,3—0,7 та 0,2—0,35 відповідно.
Під час перетину Землею площині кілець у 2007 році ці кільця на деякий час зникли. Це означає, що вони так само, як і кільце ε, геометрично тонкі й позбавлені пилу. Однак під час перетину виявили геометрично товсту, але оптично тонку смугу пилу відразу за зовнішньою стороною кільця β, яку раніше також спостерігав «Вояджер-2». Маси кожного з кілець α та β приблизно оцінюються як 5·1015 кг, що дорівнює приблизно половині маси кільця ε.

### Кільця 6, 5 і 4
Кільця 6, 5 і 4 найтьмяніші і майже найближчі до планети в системі кілець Урана. Нахил цих кілець найбільший, і їхні орбітальні ексцентриситети — найбільші, за винятком кільця ε. Ба більше, їхні схилення (0,06°, 0,05° і 0,03° відповідно) були достатньо великими, щоб «Вояджер-2» спостерігав їх елевації вище від екваторіальної площини Урана, які становили 24—46 км. Кільця 6, 5 і 4 також і найвужчі кільця Урана — оціночно 1,6—2,2 км; 1,9—4,9 км і 2,4—4,4 км відповідно. Їхні еквівалентні глибини становлять 0,41 км; 0,91 км і 0,71 км, що свідчить про нормальну оптичну глибину 0,18—0,25; 0,18—0,48 і 0,16—0,3 відповідно. Їх не було видно під час перетину площини кілець 2007 року через надзвичайну вузькість і мізерну кількість пилу.

## Пилові кільця

### λ (лямбда)
Кільце λ було одним із двох кілець, відкритих «Вояджером-2» 1986 року. Це вузьке і тьмяне кільце, розташоване між кільцем ε і його «супутником-пастухом» Корделія, який створює своєю гравітацією темну смугу в кільці[джерело?]. Під час спостережень у зворотно-розсіяному світлі кільце λ надзвичайно вузьке — близько 1—2 км і має еквівалентну оптичну глибину 0,1—0,2 км на довжині хвилі 2,2 мкм. Його нормальна оптична глибина — 0,1—0,2. Оптична глибина кільця λ сильно залежить від довжини хвилі, що нетипово для кільцевої системи Урана. В ультрафіолетовій частині спектра еквівалентна глибина сягає 0,36 км, що пояснює, чому його було виявлено тільки під час спостережень покриття зір в ультрафіолетовому діапазоні. Про виявлення кільця у спостереженнях на довжині хвилі у 2,2 мкм було повідомлено лише 1996 року.
Зовнішній вигляд кільця λ різко змінився під час спостережень у прямому розсіяному світлі 1986 року. При такому розташуванні воно стало найяскравішим об'єктом системи кілець Урана, перевершивши навіть кільце ε. Ці спостереження разом із залежністю оптичної глибини від довжини хвилі, вказують на те, що кільце λ містить істотну кількість пилу розміром у мікрометр. Нормальна оптична глибина цього пилу 10−4—10−3. Спостереження телескопом обсерваторії Кека 2007 року під час перетину Землею площини кілець Урана лише підтвердили це припущення, тому що кільце λ стало одним із найяскравіших елементів кільцевої системи Урана.
Детальний аналіз знімків з «Вояджера-2» дав змогу виявити азимутальні зміни в яскравості кільця λ. Зміни, здається, є періодичними, нагадуючи «стоячу хвилю». Походження цієї примітної структури в кільці λ залишається невідомим.

### 1986U2R / ζ (дзета)
У 1986 році «Вояджер-2» виявив широке слабке колечко, розташоване ближче кільця 6. Йому дали тимчасове позначення 1986U2R. Воно мало нормальну оптичну глибину 10−3 або менше і було надзвичайно слабким. Його можна було побачити тільки на одному зображенні, зробленому «Вояджером-2». Кільце розташоване між 37 000 і 39 500 км від центру Урана, або на 12 000 км вище рівня хмар. Кільце не спостерігалося аж до 2003—2004 років, поки телескопи обсерваторії Кек (Гаваї) знову не знайшли широке слабке кільце всередині кільця 6. Кільце назвали ζ. Однак положення кільця значно відрізнялося від того, яке спостерігалося в 1986 році. Зараз воно розташоване між 37 850 і 41 350 км від центру планети і, поступово слабіючи, тягнеться всередину принаймні до 32 600 км. Це кільце знову спостерігалося обсерваторією Кек лише у 2007 під час перетину площини кілець Урана. Еквівалентна оптична глибина цього кільця близько 1 км (0,6 для розширеної частини кільця), у той час як нормальна оптична глибина така ж — 10−3 або менше.
Різниця між спостереженнями в 1986 і 2003 років кільця ζ може бути викликана різними розглядаються геометричними конфігураціями: Геометрією зворотного розсіювання у 2003—2007 і геометрією бокового розсіювання в 1986 році. Однак і зміни розподілу пилу (яка, як вважають, переважає в кільці) протягом тих 20 років могли стати причиною різниці результатів дослідження.

### Інші пилові смуги
На додаток до кілець 1986U2R / ζ і λ в системі є досить слабкі пилові смуги. Їх не видно під час покриттів, тому що володіють незначною оптичною глибиною, хоча прямо в розсіяному світлі вони досить яскраві. Зображення з «Вояджера-2» у прямо розсіяному світлі показали існування яскравих пилових смуг між кільцями λ і δ, між кільцями η і β, і між кільцями α та 4. Багато з тих пилових смуг, які спостерігалися в 1986 році, у 2003—2004 роках були знов зафіксовані телескопами обсерваторії Кек. Вони також спостерігалися при перетині площині кілець у 2007 році у зворотно-розсіяному світлі, але їх точне місце розташування і яскравість відрізнялися від результатів спостережень з «Вояджера-2». Нормальна оптична глибина цих груп пилу близько 10−5 або менше. Розподіл розміру пилових частинок, як вважають, підпорядковується експоненціальним закону з показником ступеня p = 2,5 ± 0,5.

## Зовнішня система кілець
У 2003—2005 рр.. телескоп «Габбл» виявив кілька раніше невідомих кілець, тепер вважаються зовнішньою частиною кільцевої системи Урана, що довело кількість відомих кілець до 13. Згодом ці кільця були названі μ та ν (мю і ню). Кільце μ в цій парі є зовнішнім. Воно знаходиться вдвічі далі від планети, ніж яскраве кільце η (ця). Зовнішні кільця у багатьох відношеннях відрізняються від вузьких внутрішніх кілець. Вони широкі, 17 000 та 3 800 км завширшки і дуже тьмяні. Максимальна нормальна оптична глибина — 8,5 × 10−6 та 5,4 × 10−6. Еквівалентні оптичні глибини — 0,14 км і 0,012 км. Профілі радіальної яскравості кілець трикутної форми.
Область пікової яскравості кільця μ практично збігається з орбітою супутника Урана — Меба, який ймовірно, і є джерелом частинок кільця. Кільце ν розташоване між супутниками Порція і Розалінда і не містить у собі ніяких супутників. Повторний аналіз зображень у прямому розсіяному світлі, отриманих Вояджером, дає змогу ясно розрізнити кільця μ та ν. У цій геометрії кільця набагато яскравіші, що вказує на високий вміст у них пилових частинок розміром порядку мікрометра. Зовнішні кільця Урана нагадують кільця G і E в кільцевій системі Сатурна. У кільці G не відомо жодного спостережуваного об'єкта — джерела частинок, у той час як кільце E надзвичайно широке і поповнюється пилом з поверхні Енцелада.
Можливо, кільце μ складається цілком із пилу, без будь-яких великих частинок. Ця гіпотеза підтримується спостереженнями обсерваторії Кек, яка так і не виявила кільце μ у близькому інфрачервоному діапазоні на довжині хвилі 2,2 мкм, однак кільце ν вона виявила. Невдала спроба виявити кільце μ означає, що воно синього кольору. Це, своєю чергою, вказує, що воно переважно складається з найменших (субмікронними) пилу. Можливо, пил складається з водяного льоду. Кільце ν, навпаки, має червонуватий відтінок.

## Динаміка кілець і їх походження
Важливою і поки фізично невирішеною проблемою залишається розв'язання загадки механізму, що утримує межі кілець. Якби такий механізм був відсутній, то частинки кільця розлетілися б у різні боки. Без нього кільця Урана не проіснували б довше мільйона років. Найчастіше згадувана модель механізму стримування була запропонована Пітером Голдрейчем і Скоттом Тремейном: це пара сусідніх супутників, зовнішні і внутрішні «пастухи», які за допомогою гравітаційної взаємодії відбирають у кільця надмірний або додають йому недостатній кутовий момент (або, що еквівалентно, енергію). «Пастухи» таким чином утримують частинки, з яких складаються кільця, хоча поступово віддаляються від них. Для цього ефекту маси супутників-пастухів повинні перевищувати масу кільця принаймні у 2—3 рази. Такий механізм працює для кільця ε, яке, як відомо, «пасуть» Корделія і Офелія. Корделія також є зовнішнім «пастухом» для кільця δ, а Офелія — для γ кільця. Однак не відомо жодного супутника понад 10 кілометрів поблизу інших кілець. Поточна відстань Корделії і Офелії від кільця ε може використовуватися для визначення віку кільця. Обчислення показують, що це кільце не може бути старшим ніж 6·108 років.
Оскільки кільця Урана, ймовірно, молоді, вони повинні безупинно поповнюватися фрагментами зіткнень між більшими тілами. За деякими оцінками, час руйнування супутника розміром із Пак може становити кілька мільярдів років. Відповідно, супутник менших розмірів зруйнується набагато швидше. Таким чином, можливо, що всі внутрішні й зовнішні кільця Урана є продуктом руйнування супутників розміром менше Пака протягом останніх 4,5 млрд років. Кожне таке руйнування дало б початок цілого каскаду зіткнень, які розмололи б майже всі великі тіла на значно менші частинки, включно з пилом. Зрештою, більша частина маси була б втрачена, і частинки збереглися б тільки в областях, які були стабілізовані взаємними резонансами і «випасом». Кінцевим продуктом такої «руйнівної еволюції» стала б система з вузьких кілець, однак деякі маленькі супутники повинні були зберегтися в межах кілець. Їх розмір у цей час передбачається близько 10 кілометрів.
Походження пилових смуг більш ясне. Час існування пилу дуже короткий, від ста до тисячі років, і, мабуть, він безперервно поповнюється внаслідок зіткнень між великими частинками в кільцях, маленькими супутниками і метеороїдами, що потрапили в систему Урана ззовні. Пояси породжують пил супутників і часток невидимі через їх низьку оптичної глибини, у той час як пил добре видно в прямому розсіяному світлі. Передбачається, що вузькі головні кільця і пояси з пилових смуг і дрібних супутників розрізняються розподілом розмірів часток. У головних кільцях більше часток із розмірами від сантиметра до метра. Такий розподіл збільшує площу поверхні матеріалу кілець, що призводить до високої оптичної щільності у зворотно-розсіяному світлі. У пилових смугах, навпаки, кількість великих частинок відносно невелика, що призводить до низької оптичної глибини.

## Дослідження кілець
Кільця Урана були ретельно досліджені під час прольоту «Вояджера-2» повз Урана в січні 1986 року. Було виявлено 2 нових кільця — λ і 1986U2R, які збільшили загальну кількість відомих кілець Урана до 11. Фізичні властивості кілець були вивчені при аналізі результатів радіо-, ультрафіолетових і оптичних покриттів. «Вояджер-2» спостерігав кільця в різних положеннях щодо Сонця, робив фотографії в прямому, зворотному і розсіяному світлі. Аналіз цих зображень дав можливість встановити повну фазову функцію, геометричне альбедо та альбедо Бонда частинок у кільцях. На зображеннях двох кілець — ε і η — можна розгледіти їх складну мікроструктуру. Аналіз зображень також дав змогу відкрити 10 внутрішніх супутників Урана, включаючи два «супутники-пастухи» кільця ε — Корделія і Офелію.

## Виноски
1. ↑  Did William Herschel Discover The Rings Of Uranus In The 18th Century?. Physorg.com. 2007. Архів оригіналу за 29 вересня 2007. Процитовано 20 червня 2007.
2. ↑  Elliot, J. L.; Dunham, E.; Mink, D. (1977-05). The rings of Uranus. Nature (англ.). Т. 267, № 5609. с. 328—330. doi:10.1038/267328a0. ISSN 1476-4687. Процитовано 7 листопада 2023.
3. 1 2  de Pater, Imke; Hammel, Heidi B.; Gibbard, Seran G.; Showalter, Mark R. (7 квітня 2006). New Dust Belts of Uranus: One Ring, Two Ring, Red Ring, Blue Ring. Science (англ.). Т. 312, № 5770. с. 92—94. doi:10.1126/science.1125110. ISSN 0036-8075. Процитовано 7 листопада 2023.
4. ↑  04.06.2006 - Blue ring discovered around Uranus. newsarchive.berkeley.edu. Процитовано 7 листопада 2023.